# Marcipa kasai
Marcipa kasai is een vlinder uit de familie der spinneruilen (Erebidae). De wetenschappelijke naam is voor het eerst geldig gepubliceerd in 1978 door Jean Pelletier.
De soort komt voor in tropisch Afrika.